# Ратитиш (Алба)
Ратитиш (рум. Rătitiș) насеље је у Румунији у округу Алба у општини Бистра. Oпштина се налази на надморској висини од 701 m.

## Становништво
Према подацима из 2002. године у насељу је живело 93 становника, од којих су сви румунске националности.